# Flaga Dominikany
Flaga Republiki Dominikany powstała w 1839, kiedy Dominikańczycy walczący o niepodległość dodali biały krzyż do flagi Haiti (dwa poziome pasy: niebieski i czerwony). Później kolory niebieski i czerwony ułożono przemiennie. Flaga jest prostokątem o proporcjach 5:8.

## Symbolika
- krzyż jest symbolem wiary katolickiej.
- kolor niebieski symbolizuje wolność.
- kolor czerwony symbolizuje krew przelaną w walce o niepodległość.
- w herbie są flagi narodowe, Krzyż i Biblia. Dewiza nad tarczą Dios, Patria, Libertad znaczy Bóg, Ojczyzna, Wolność – dominikańskie motto narodowe.

## Inne warianty flagi

Flaga sił powietrznych
Flaga policji
Flaga sądowa
Bandera marynarki wojennej Dominikany
Proporzec marynarki wojennej Dominikany
Flaga Rafaela Trujillo, dyktatora Dominikany z lat 1930–1961

## Historyczne warianty

Flaga republiki hiszpańskiego Haiti(inne języki) z lat 1821–1822
Flaga Dominikany z lat 1844–1861